# Monica Germino
Monica Germino ist eine amerikanische und niederländische Violinistin.

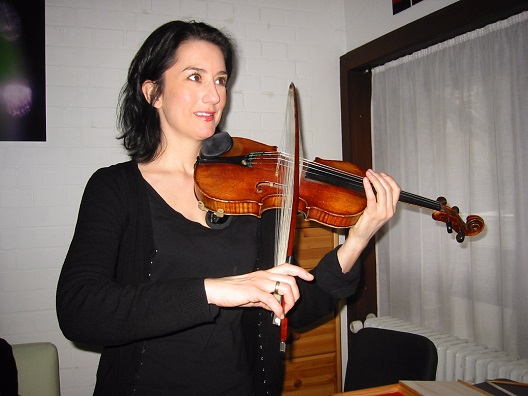
Monica Germino mit Rundbogen

## Leben und Wirken
Germino verbrachte ihre Kindheit in Virginia, USA. Sie studierte am Yale Konservatorium und am New England Conservatory. 1993 erhielt sie ein Stipendium für ein Musikstudium in den Niederlanden, wo sie seither wohnt.
Monica Germino konzertierte beim Huddersfield Contemporary Music Festival (UK), beim Bang on a Can Marathon (NY) in der University of South Florida (USF), am New Yorker Austrian Cultural Forum und in der Walt Disney Concert Hall.
Germino kooperiert mit dem Klangkünstler („electronic sound designer“) Frank van der Weij. Beide haben neue Werke für Violine und elektronische Klänge in Auftrag gegeben, wie z. B. von Julia Wolfe, Donnacha Dennehy, David Dramm, Arnoud Noordegraaf, Heiner Goebbels, Catherine Kontz und Nick Williams.
Germino bestellte 2003 eine Violectra (electric violin). Etliche Komponisten haben für Germino und ihre Violectra Werke geschrieben, wie Robert Zuidams neues Requiem (2013), Renske Vrolijks „Violectra Konzert“ (2012) und David Dramms „Fuzzbox Logic“ (2010). Germino tritt ebenso mit ihrer Gruppe ELECTRA auf und mit dem Ensemble Electric Barbarian.
Germino arbeitet regelmäßig mit dem niederländischen Komponisten Louis Andriessen und der Sängerin Cristina Zavalloni zusammen. 2011 komponierte Andriessen für sie ein Violinkonzert mit dem Titel „La Girò“. 2002 schrieb Andriessen „La Passione“, ein Doppelkonzert für Zavalloni und Germino. Das Boston Modern Orchestra Project brachte 2009 eine CD mit Andriessens Kompositionen heraus mit dem Titel „La Passione“. Germinos Aufführung von John Cages Six Melodies spielt darüber hinaus eine inspirierende Rolle in Andriessens Oper „Writing to Vermeer“.
Germino spielt eine Joannes Baptista Ceruti Violine, eine Leihgabe der Elise Mathilde Stiftung. Ungewöhnlich ist zudem, dass Germino simultan singt und Geige spielt, manchmal auch mit dem Rundbogen.